# سيزار رييس
سيزار رييس (بالإسبانية: César Reyes)‏ (22 يونيو 1988 بسانتياغو في تشيلي - ) هو لاعب كرة قدم تشيلي في مركز الهجوم. لعب مع كولو-كولو وديبورتيس أنتوفاغاستا ونادي كونسيبسيون ‏ وديبورتيس نافال.